# Edmund Dudley
Edmund Dudley (1462 o secondo altre fonti 1471-72 – 17 agosto 1510) fu amministratore delle finanze sotto il regno di Enrico VII d'Inghilterra, fu Speaker presso la Camera dei Comuni e Lord presidente del Consiglio. Con l'ascesa al trono di Enrico VIII d'Inghilterra venne imprigionato presso la Torre di Londra e giustiziato l'anno dopo con l'accusa di tradimento. Mentre era in carcere scrisse l'opera The Tree of Commonwealth. Edmund era il nonno di Robert Dudley, I conte di Leicester uno dei favoriti di Elisabetta I d'Inghilterra, nipote di Enrico VII.

## L'ascesa e la caduta
La data di nascita di Edmund Dudley è controversa, alcuni storici la puntano attorno al 1462, altri invece la spostano di dieci anni in avanti fra il 1471 e il 1472. Egli nacque da Sir John Dudley di Atherington, a sua volta figlio di John Sutton, I barone di Dudley che era stato un militare sia nella Guerra dei cent'anni che nella Guerra delle due rose dove aveva combattuto per la Casa di Lancaster.
Edmund studiò presso l'Università di Oxford e poi al Gray's Inn egli finì quindi per catturare l'attenzione di Enrico VII d'Inghilterra e diventare, pare, parte del suo Consiglio privato poco più che ventenne. Nel 1492 fu fra coloro che negoziarono la Pace di Étaples, che prevedeva l'espulsione dalla Francia di Perkin Warbeck e un risarcimento monetario all'Inghilterra, ed aiutò il re a tenere sotto controllo i baroni irrispettosi della legge.
Sia lui che il collega Richard Empson (1450 circa-17 agosto 1510)) furono membri preminenti del Council Learned in the Law un tribunale speciale inglese che riscuoteva i debiti che si dovevano al re e impiegava diversi strumenti finanziari contro i sudditi ricchi e di alto rango. Enrico ebbe un forte interesse per questo tipo di lavoro e seguì da vicino l'operato dei suoi uomini.
Nel 1491 Edmund venne eletto per il parlamento, alla Camera dei Comuni per la cittadina di Lewes e quattro anni dopo venne eletto Knights of the Shire per il Sussex. Nel 1504 infine ricevette l'incarico di Speaker per la Camera dei comuni e mentre assolveva ad incarichi pubblici e si occupava del re otteneva grandi ricchezze anche per se stesso come dimostrano le proprietà che acquisì nel Sussex, nel Dorset e nel Lincolnshire.
Enrico VII morì nell'aprile 1509 e suo figlio e successore Enrico VIII d'Inghilterra ne ordinò l'incarcerazione con l'accusa di tradimento. L'accusa nominale fu che egli aveva ordinato ai propri alleati di mettersi in armi nel caso il re fosse morto, il vero motivo era la sua forte impopolarità dovuta alle transazioni finanziarie di cui era autore.
Privato di ogni proprietà Edmund si preparò a scappare dalla Torre di Londra, ma vi rinunciò quando il parlamento non confermò la confisca dei beni, cosa che lo portò probabilmente a credere che sarebbe stato perdonato.
Edmund ed Epsom vennero giustiziati presso il Tower Hill il 17 agosto 1510.
Durante la prigionia egli tentò di guadagnare il favore di Enrico VIII scrivendo un'opera a favore della monarchia assoluta The Tree of Commonwealth, trattato che forse non raggiunse nemmeno il re. Di quest'opera esistono ancora diverse copie, la più antica venne probabilmente commissionata dal figlio John Dudley, I duca di Northumberland, un'altra è probabilmente ad opera di John Stow per il nipote di Edmund Robert Dudley, I conte di Leicester.

## Matrimoni e figli
Edmund si sposò due volte, la prima nel 1494 con Anne Windsor da cui ebbe:
Elizabeth Dudley (nata circa 1500).
Poi fra il 1500 e il 1503 si risposò con Elizabeth Grey (1480circa-1525) da cui ebbe:
- John Dudley, I duca di Northumberland, che fu anch'egli giustiziato alla salita al trono di Maria I d'Inghilterra
- Andrew Dudley
- Jerome Dudley (morto dopo il 1555)